# Aral Moreira
Aral Moreira is een gemeente in de Braziliaanse deelstaat Mato Grosso do Sul. De gemeente telt 9.679 inwoners (schatting 2009).

## Aangrenzende gemeenten
De gemeente grenst aan Amambai, Coronel Sapucaia, Laguna Carapã en Ponta Porã.

### Landsgrens
En met als landsgrens aan de gemeente Capitán Bado en Zanja Pytá in het departement Amambay met het buurland Paraguay.